# Real Hotels Group
O Real Hotels Group resulta da fusão, em 2020, de dois grupos hoteleiros nacionais, os detentores da marca HOTÉIS REAL e a NEWPALM, operadora do Holiday Inn Express da IHG, tornando-se a maior fusão da indústria hoteleira portuguesa na última década, com 16 hotéis e 2100 quartos, distribuídos por Lisboa, Porto e Algarve.

## Hotéis
O grupo conta actualmente com dezasseis unidades nas regiões de Porto, Lisboa, Costa do Estoril e Algarve. Em 1994, o anterior Grupo Hotéis Real, abriu o Hotel Real Parque, de 4 estrelas, com 153 quartos e localizado em Lisboa. Três anos depois, em 1997, foi a vez da Real Residência - Apartamentos Turísticos, com 24 apartamentos e estúdios, na mesma cidade. Em 2002 foi inaugurado o Real Bellavista Hotel & Spa, também de 4 estrelas, em Albufeira, com 193 quartos e Spa. No ano seguinte, em 2003, abriu o Hotel Real Oeiras, de 4 estrelas, com 100 quartos e localizado em Oeiras, na Costa do Estoril. Ainda no mesmo ano foi inaugurado o Hotel Real Palácio, de 5 estrelas, localizado no centro de Lisboa num antigo palacete do século XVII, contando com um total de 147 quartos, dos quais 12 estão inseridos no próprio palacete. Em 2004 abriu as portas o Grande Real Santa Eulália Hotel & Resort Spa, de 5 estrelas, também em Albufeira, em frente à praia de Santa Eulália. Este hotel possui 344 quartos e Spa. O Grande Real Villa Itália Hotel & Spa, de 5 estrelas, abriu as portas em 2007, em Cascais, frente à baía, fruto da adaptação da antiga casa do último rei de Itália, Humberto II. Dispõe de 124 quartos, Spa, e três restaurantes. Em 2010 foram inaugurados em Olhão o Real Marina Hotel & Spa, de 5 estrelas, frente ao Parque Natural da Ria Formosa, com 144 quartos e Spa, e as Real Marina Residence, sobre o mesmo parque natural, com 80 apartamentos e acesso aos equipamentos do hotel. Mais recentemente, em 2018, foi inaugurado o Maxime Hotel, um boutique hotel na Praça da Alegria em Lisboa, inspitado no mundo do cabaret e do burlesco, fazendo homenagem ao icónico espaço Maxime que nos anos 20 ali se situava. São 75 quartos, dos quais 5 são temáticos, um pátio e um restaurante onde se realizam variados espectáculos. Em 2020, a Newpalm, adquiriu os Hotéis Real, juntando a este porfólio, mais 6 hotéis Holiday Inn Express, dos quais era operadora em regime de franchise. O Holiday Inn Express Porto Exponor, foi a primeira unidade a ser inaugurada, em 2009, com 134 quartos, localizado em Leça da Palmeira, no Porto. Ainda em 2009, é aberto o Hotel Holiday Inn Express Lisboa Aeroporto, localizado no Prior Velho, com 120 quartos. Em 2012 abre, também em Lisboa, o Holiday Inn Express Lisboa Alfragide com 128 quartos e no ano seguinte, em 2013, é inaugurado em plena baixa lisboeta o Hotel Holiday Inn Express Lisboa - Avenida da Liberdade, com 108 quartos, resultado da recuperação de um edifício do ano 1900 que caracteriza a Lisboa do início do século XX. Foi então em 2019 que abriram os dois hotéis mais recentes deste grupo, o Hotel Holiday Inn Express Porto City Centre, na Rua de Santa Catarina no centro do Porto, com 105 quartos, e o Holiday Inn Express Lisboa Plaza Saldanha, com 108 quartos, em pleno centro da cidade de Lisboa.